# Джебашки хребет
Джебашкият хребет (на руски: Джебашский хребет) е планински хребет в Южен Сибир, част от планинската система на Западните Саяни, разположен в югоизточната част на Хакасия, крайната югозападна част на Красноярски край и крайната северозападна част на Тува в Русия.
Простира се от североизток на югозапад на протежение около 100 km, покрай левия бряг на река Кантегир (ляв приток на Енисей). Максимална височина 2527 m (52°11′58″ с. ш. 90°22′42″ и. д. / 52.199444° с. ш. 90.378333° и. д.), в крайната му югозападна част. Изграден е от протерозойски метаморфни шисти, варовици, перидотити, а на места и от девонски гранити. От него водят началото си река Джой (ляв приток на Енисей), няколко леви притока на Кантегир и няколко десни притока на Абакан. Склоновете му са обрасли с иглолистни гори от смърч, кедър и бор.
Джебашкият хребет е открит и за първи път изследван и описан през 1842 г. от руския учен, географ и геолог Пьотър Чихачов.

## Топографски карти
- N-46-В М 1:500 000[2]